# Hypnale nepa

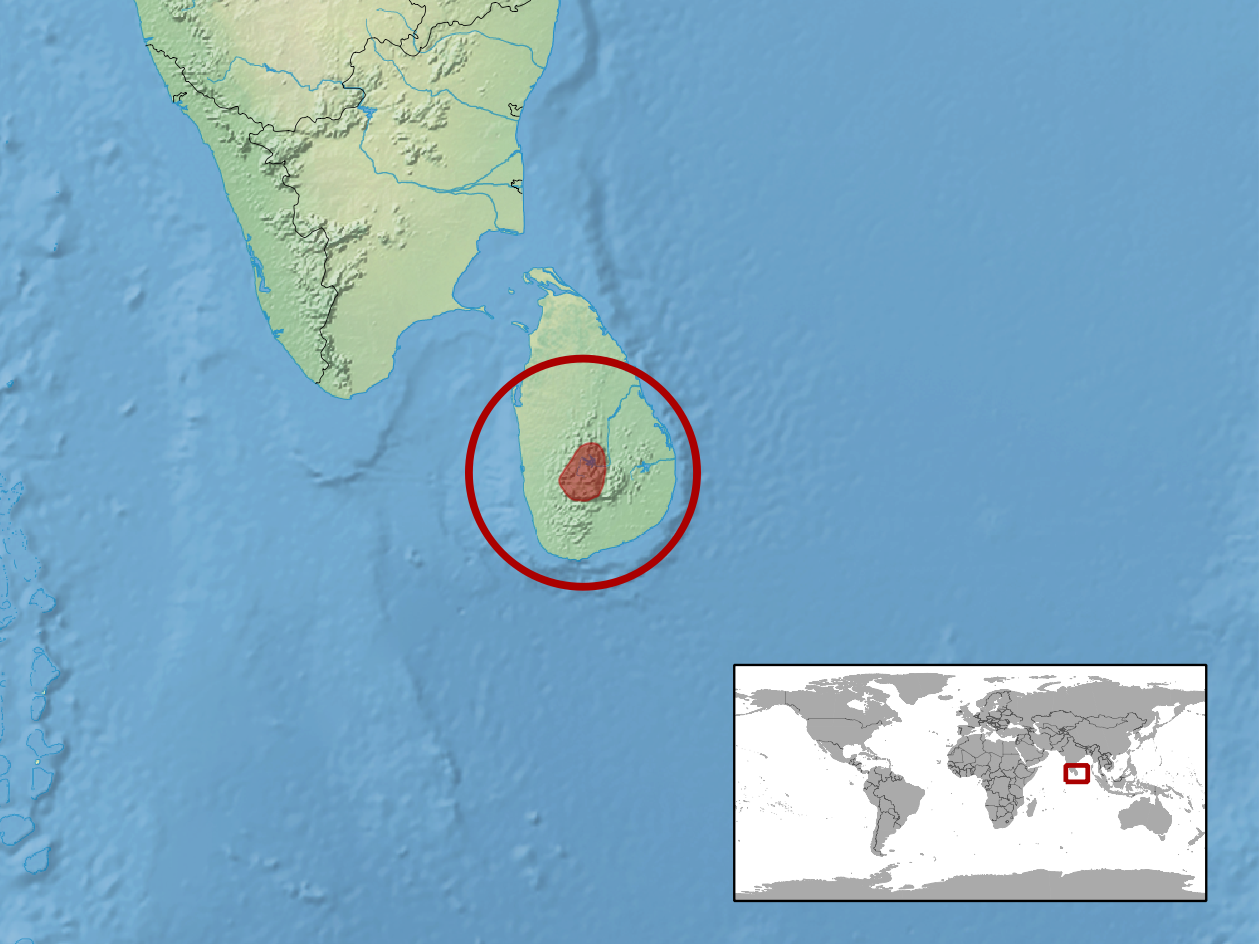
Vorkommen von Hypnale nepa auf Sri Lanka

Hypnale nepa (Syn.: Hypnale walli) ist eine endemisch auf Sri Lanka vorkommende Grubenotter (Crotalinae) innerhalb der Familie der Vipern (Viperidae) und zählt zur Gattung der Ceylon-Nasenottern  (Hypnale).

## Merkmale
Mit einer typischen Körperlänge von etwa 30 Zentimetern zählt Hypnale nepa zu den kleinen Vertretern der Grubenottern. Der Kopf setzt sich deutlich vom Hals ab und ist dreieckig, breit und abgeflacht. Die Schnauzenspitze ist deutlich aufgeworfen. Im englischen Sprachgebrauch wird sie deshalb als Sri Lankan hump-nosed viper (Sri Lanka Höckernasen-Viper) bezeichnet. Die Bandbreite der Grundfarbe der Körperoberfläche reicht von dunkelbraun über lehmbraun, olivbraun oder schwarzbraun bis zu rotbraun. Der Rücken und die Flanken sind mit einem mehr oder weniger auffälligen dunklen Muster gezeichnet. Von der Schnauzenspitze über das Auge zieht sich zuweilen ein dunkler, dünner Streifen. Die Pupille ist senkrecht geschlitzt.

## Ähnliche Arten
- Hypnale zara unterscheidet sich durch eine weniger ausgeprägte Schnauzenspitze.
- Die Indische Nasenotter (Hypnale hypnale) unterscheidet sich mit einer Körperlänge von 38 bis 55 Zentimetern durch ihre Größe.

## Verbreitung und Lebensraum
Das Verbreitungsgebiet von Hypnale nepa erstreckt sich ausschließlich auf ein relativ eng begrenztes Gebiet in der Mitte Sri Lankas. Sie kommt dort in bewaldeten Berg- und Wiesenlandschaften in Höhen über 900 Metern vor.

## Lebensweise
Die Art lebt relativ versteckt im Bergland und pflanzt sich durch Ovoviviparie fort. Sie ist hauptsächlich nachtaktiv. Details zur Lebensweise müssen noch erforscht werden.

## Schlangengift und Giftwirkung
Schlangen der Gattung Hypnale sind die häufigste Ursache für Schlangenbiss in Sri Lanka. In einer Studie, die von Juli 2008 bis Juli 2010 in sechs Sri Lanka-Krankenhäusern durchgeführt wurde,  wurden vom Krankenhauspersonal bei 114 Patienten Hypnale-Arten als Verursacher eines Bisses eindeutig ermittelt. Davon wurden 93 Schlangen von einem Experten als Hypnale hypnale, 16 als Hypnale zara und fünf als Hypnale nepa identifiziert. Die meisten Bisse traten tagsüber an den unteren Gliedmaßen auf. Es gab keinen Unterschied in den klinischen Effekten zwischen den drei Arten. Schmerzen traten bei allen Patienten auf, 101 hatten lokale Schwellungen, von denen 16 (14 %) umfangreich waren. Nierenerkrankungen traten selten auf. Alle Patienten wurden nach einer mittleren Aufenthaltsdauer von zwei Tagen wieder aus dem Krankenhaus entlassen. Weitere Studien, im Besonderen bezüglich des Einflusses auf die Nieren nach einem Schlangenbiss sind erforderlich. In einer weiteren Studie in zehn Krankenhäuser in Sri Lanka wurden 302 Patienten mit Bissen von Hypnale-Arten untersucht, von denen jedoch nur einer auf Hypnale nepa zurückzuführen war. Die Ergebnisse sind deshalb für die hier behandelte Art nicht aussagekräftig.

## Gefährdung
Trotz des relativ begrenzten Lebensraums im Bergland Sri Lankas wird Hypnale nepa von der Weltnaturschutzorganisation IUCN als „Least Concern = nicht gefährdet“ klassifiziert.